# Gare de Portets
Gare de Portets – przystanek kolejowy w Portets, w departamencie Żyronda, w regionie Nowa Akwitania, we Francji.
Został otwarty w 1855 przez Compagnie des chemins de fer du Midi et du Canal latéral à la Garonne. Jest przystankiem kolejowym Société nationale des chemins de fer français (SNCF), obsługiwaną przez pociągi TER Aquitaine.

## Położenie
Znajduje się na wysokości 15 m n.p.m., na 20,275 km linii Bordeaux – Sète, pomiędzy stacjami Beautiran i Arbanats.

## Historia
Przystanek Portets został oddany do użytku 31 maja 1855 roku przez Compagnie des chemins de fer du Midi et du Canal latéral à la Garonne, kiedy otwarto odcinek z Bordeaux do Langon.

## Usługi
Przystanek jest obsługiwany przez pociągi TER Aquitaine, kurujące pomiędzy Bordeaux i Agens lub Langon.